# 野田市立川間小学校
野田市立川間小学校（のだしりつかわましょうがっこう）は、千葉県野田市の川間地区にある公立小学校。

## 概要

### 沿革
- 1873年3月 - 「上の井小学校」が船形富蔵院に開校。
- 1874年3月 - 「中里小学校」が中里満蔵寺に開校。
- 1886年 - 「東金野井小学校」が東金野井西福寺に開校。尾崎小学校となり威徳院に移転。
- 1887年9月 - 中里小学校を本校として、「船形小学校」、「尾崎小学校（現在の尾崎小学校とは異なる。）を分校にする。
- 1900年9月 - 小山分教場、船形小学校、尾崎小学校を合併し、「川間尋常小学校」と改称。
- 1947年 - 「東葛飾郡川間村立川間小学校」と改称。
- 1957年 - 町村合併に伴い「野田市立川間小学校」となる。
- 1980年4月1日 - 児童増加に伴い「岩木小学校」と分離。
- 1984年4月1日 - 児童増加に伴い「尾崎小学校」と分離。

## 学校教育目標
豊かな人間性と確かな力を持ち 未来に向かって歩むことができるこども「豊かな心 確かな学力 健康な身体」を育む

## 生徒数・学級数・校長
- 生徒数 - 122人（2023年4月8日現在）
  - 1年 16人
  - 2年 16人
  - 3年 16人
  - 4年 27人
  - 5年 15人
  - 6年 25人
  - 特別支援学級「なかよし」（学年混成） 7人
- 学級数
- 全学年 1クラス
- 特別支援学級（学年混成） 2クラス
- 校長 - 石原　由美子

## アクセス
- まめバス(2)北ルート関宿「葵の園前」下車徒歩5分。